# František Raboň
František Raboň, né le 26 septembre 1983 à Prague, est un coureur cycliste tchèque, membre de l'équipe Specialized Racing XC (VTT), passé professionnel en 2006, avec la T-Mobile.

## Biographie
František Raboň est issue d'une famille de sportif. Son père, František Raboň senior a notamment remporté deux médailles de bronze en poursuite par équipes aux mondiaux sur piste dans les années 1980.
En 2003, à seulement 19 ans, Raboň est engagé par l'équipe tchèque PSK-Remerx. Avec cette équipe, il se met en valeur sur des courses mineures, remportant notamment le Mémorial Andrzeja Trochanowskiego, mais aussi le titre de Champion d'Europe sur route espoirs en 2005. La même année, il devient Champion de République tchèque Espoir en ligne et contre-la-montre. 
Cette accumulation de bons résultats lui permet de passer professionnel dans l'équipe T-Mobile en 2006. Il participe dès sa première saison à son premier Tour d'Italie. Il faut cependant attendre 2008 pour voir Raboň s'illustrer à ce niveau, dans l'exercice du contre-la-montre. Cette année-là, il remporte le titre de Champion de République tchèque du contre-la-montre, puis termine sixième du Tour du Danemark grâce à sa bonne performance dans le contre-la-montre. Quelques semaines plus tard, il remporte sa première victoire internationale sur la 5e étape du Tour d'Irlande.  
Raboň se révèle au début de la saison 2009. Le 6 mars 2009, il remporte le contre-la-montre du Tour de Murcie, ce qui lui permet de porter le maillot de leader, qu'il abandonne le lendemain dans la montagne à Denis Menchov. Trois semaines plus tard, il termine troisième du contre-la-montre du Critérium international de la route, ce qui lui permet de prendre la deuxième place finale de l'épreuve. Fin avril, il remporte le prologue du Tour de Romandie.
En 2010, il remporte le Tour de Murcie en y gagnant l'étape contre-la-montre.
Après l'annonce de l'arrêt de la structure HTC-Highroad à la fin de l'année 2011, il signe en faveur de l'équipe Omega Pharma-Quick Step où il rejoint ses ex-coéquipiers Martin Velits, Peter Velits et Tony Martin. Il reste deux ans au sein de l'équipe belge, puis poursuit sa carrière en VTT.

## Palmarès et classements mondiaux

### Palmarès
- 2002
  -  Champion de République tchèque du contre-la-montre espoirs
- 2003
  - 6e étape du Bałtyk-Karkonosze Tour
  - 2e du championnat de République tchèque du contre-la-montre espoirs
- 2004
  -  Champion de République tchèque du contre-la-montre espoirs
  - 9e étape du Tour du Maroc
  - 5e étape du Tour de Slovaquie
- 2005
  -  Champion d'Europe sur route espoirs
  -  Champion de République tchèque sur route espoirs
  -  Champion de République tchèque du contre-la-montre espoirs
  - 3e étape des Paths of King Nikola
  - Brno-Velká Bíteš-Brno
  - Memoriál Josefa Křivky
  - Mémorial Andrzeja Trochanowskiego
  - 4ea étape du Tour de Slovaquie (contre-la-montre)
  - 1re étape du Małopolski Wyścig Górski
  - 2e du Grand Prix Kooperativa
  - 3e de la Course de la Solidarité olympique
  - 3e du Poreč Trophy
- 2006
  - 3e du championnat de République tchèque contre-la-montre
- 2008
  -  Champion de République tchèque du contre-la-montre
  - 5e étape du Tour d'Irlande
  - 3e du Prague-Karlovy Vary-Prague
- 2009
  -  Champion de République tchèque du contre-la-montre
  - 3e étape du Tour de Murcie (contre-la-montre)
  - Prologue et 3e étape (contre-la-montre par équipes) du Tour de Romandie
  - 2e du Critérium international
- 2010
  -  Champion de République tchèque du contre-la-montre
  - Tour de Murcie :
    - Classement général
    - 4e étape (contre-la-montre)
- 2011
  - 1re étape du Tour d'Italie (contre-la-montre par équipes)
- 2012
  - 2eb étape du Tour de l'Ain (contre-la-montre par équipes)
  - 2e du championnat de République tchèque sur route
  - 3e du championnat de République tchèque de contre-la-montre

### Résultats sur les grands tours

#### Tour d'Italie
4 participations
- 2006 : 147e
- 2007 : 79e
- 2008 : 101e
- 2010 : 134e

#### Tour d'Espagne
2 participations
- 2009 : 134e
- 2012 : 157e

### Classements mondiaux
| Année                  | 2005 | 2006 | 2007 | 2008 | 2009 | 2010 | 2011 | 2012 | 2013 |
| ---------------------- | ---- | ---- | ---- | ---- | ---- | ---- | ---- | ---- | ---- |
| Calendrier mondial UCI |      |      |      |      | 157e |      |      |      |      |
| UCI World Tour         |      |      |      |      |      |      | 225e | nc   | nc   |
| UCI Europe Tour        | 12e  |      |      |      |      |      |      |      |      |